# Anim8or
Anim8or – bezpłatny program do tworzenia grafiki 3D, stworzony przez Stevena Glanville’a, inżyniera oprogramowania nVIDIA. Pierwsza wersja programu pojawiła się 20 lipca 1999 roku. Ostatnia wersja została wydana 21 września 2008 roku i od tej pory nie jest wydawany. Program umożliwia renderowanie, a także eksport do innych formatów pliku 3D.

## Wymagania systemowe
System Windows 95 lub nowszy, procesor 300 MHz, karta graficzna OpenGL, pamięć 64 MB RAM, 5 MB na dysku twardym.

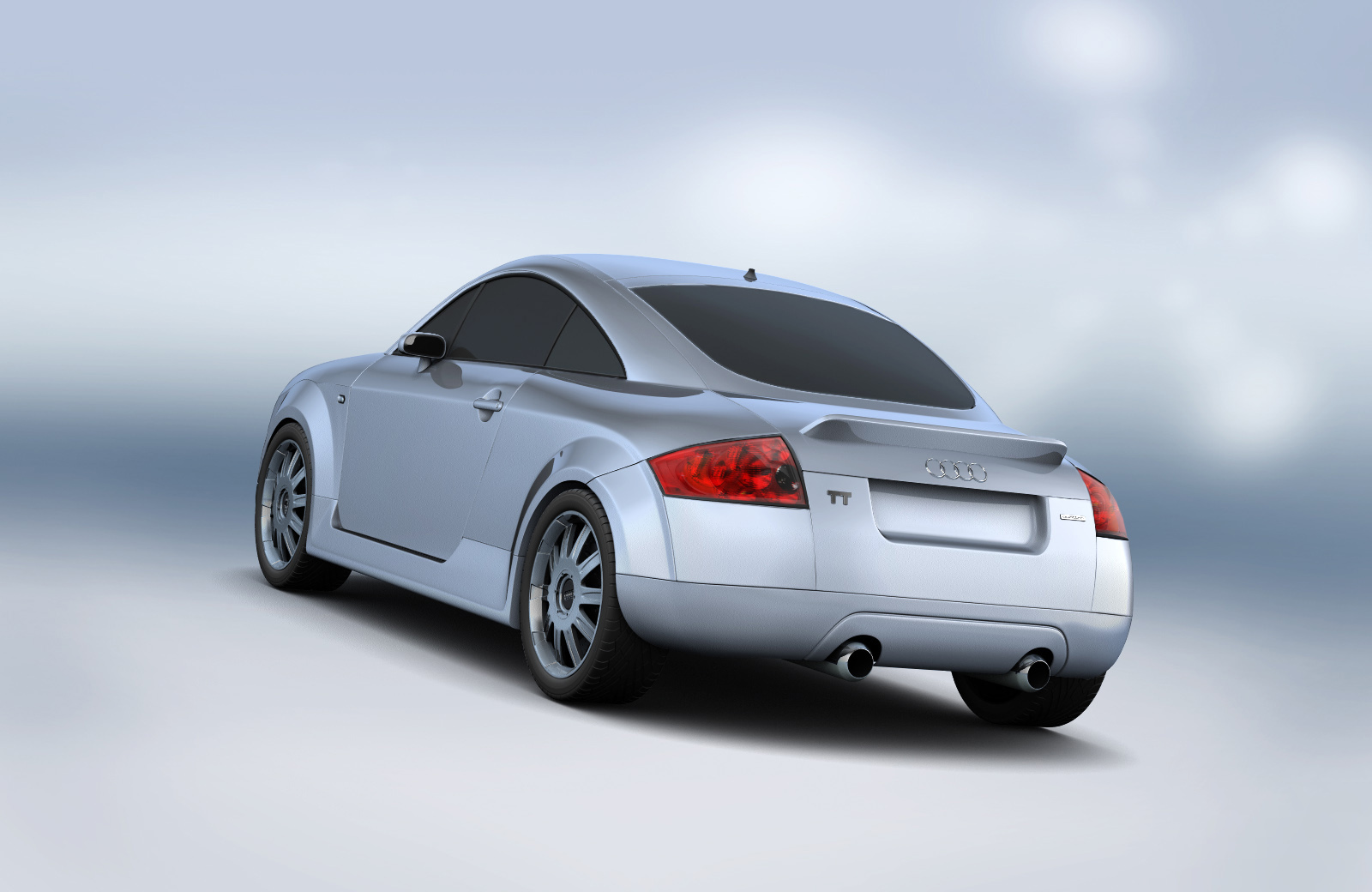
Przykład modelu 3D, stworzonego w Anim8or